# Parki narodowe w Rumunii
Rumunia jest jednym z najbardziej zróżnicowanych biogeograficznie krajów Europy, posiadającym jedne z najlepiej zachowanych obszarów naturalnych kontynentu i należy do pierwszych krajów europejskich jakie wprowadziły parki narodowe (rum. parcuri naționale). W 1935 roku, po ośmiu latach starań powołano Park Narodowy Retezat – pierwszy w kraju i drugi w całym łuku Karpat po Pienińskim Parku Narodowym. Obecnie istnieje 13 parków narodowych, z czego tylko jeden znajduje się poza Karpatami. Podobny status ochronny posiada Rezerwat Biosfery Delta Dunaju i stąd jest często zaliczana jako 14 park, i taki ma status według klasyfikacji Międzynarodowej Unii Ochrony Przyrody. Od 2000 roku rumuńskie parki narodowe posiadają własny zarząd, wcześniej podlegały funduszowi lasów państwowych.
| Nazwa rumuńska                                                                                                | Data utworzenia | Obszar [km²] | Region historyczny    | Region fizycznogeograficzny                                 | Widok |
| --- | --------------- | ------------ | --------------------- | ----------------------------------------------------------- | ----- |
| Park Narodowy Retezat Parcul Național Retezat retezat.ro                                                      | 1935            | 380,47       | Siedmiogród           | Karpaty Południowe, Masyw Retezat                           |       |
| Park Narodowy Piatra Craiului Parcul Național Piatra Craiului www.pcrai.ro                                    | 1938            | 147,73       | Muntenia Siedmiogród  | Karpaty Południowe, Masyw Piatra Craiului                   |       |
| Park Narodowy Cozia Parcul Național Cozia cozia.ro                                                            | 1966            | 171,00       | Oltenia               | Karpaty Południowe, Grupa Fogaraska                         |       |
| Park Narodowy Gór Kelimeńskich Parcul Național Călimani calimani.ro                                           | 1975            | 245,66       | Bukowina Siedmiogród  | Karpaty Wschodnie, Góry Kelimeńskie                         |       |
| Park Narodowy Domogled-Dolina Cernei Parcul Național Domogled - Valea Cernei domogled-cerna.ro                | 1982            | 612,11       | Oltenia Banat         | Karpaty Południowe, Grupa Godeanu-Retezat                   |       |
| Park Narodowy Semenic-Wąwóz Karaszu Parcul Național Semenic - Cheile Carașului retezat.ro                     | 1982            | 366,64       | Banat                 | Karpaty Południowe, Góry Banackie                           |       |
| Park Narodowy Gór Rodniańskich Parcul Național Munții Rodnei parcrodna.ro                                     | 1990            | 463,99       | Marmarosz Siedmiogród | Karpaty Wschodnie, Góry Rodniańskie                         |       |
| Park Narodowy Przełomu Bicaz i Gór Hășmaș Parcul Național Cheile Bicazului - Hășmaș cheilebicazului-hasmas.ro | 1990            | 65,75        | Mołdawia Siedmiogród  | Karpaty Wschodnie, Karpaty Mołdawsko-Munteńskie             |       |
| Park Narodowy Przełom Nerei-Beuşniţa Parcul Național Cheile Nerei - Beușnița cheilenereibeusnita.ro           | 1990            | 367,58       | Banat                 | Karpaty Południowe, Góry Banackie                           |       |
| Delta Dunaju Delta Dunării deltadunarii.ro. deltadunarii.ro. [zarchiwizowane z tego adresu (2007-05-16)].     | 1991            | 5 800        | Dobrudża              | Nizina Czarnomorska                                         |       |
| Park Narodowy Ceahlău Parcul Național Ceahlău ceahlaupark.ro                                                  | 1995            | 83,96        | Mołdawia              | Karpaty Wschodnie, Góry Bystrzyckie                         |       |
| Park Narodowy Gór Măcin Parcul Național Munții Măcinului parcmacin.ro                                         | 2000            | 113,21       | Dobrudża              | Wyżyna Dobrudży                                             |       |
| Park Narodowy Buila-Vânturarița Parcul Național Buila-Vânturarița buila.ro                                    | 2005            | 41,86        | Oltenia               | Karpaty Południowe, Grupa Parângu                           |       |
| Park Narodowy Wąwozu Jiu Parcul Național Defileul Jiului defileuljiului.ro                                    | 2005            | 111,27       | Oltenia Siedmiogród   | Karpaty Południowe, Grupa Godeanu-Retezat i Grupa Fogaraska |       |